# بک هانسن
بِک هَنسِن (زادهٔ ۸ ژوئیه ۱۹۷۰) با نام بک دیوید کمپبل (به انگلیسی: Beck David Campbell) موسیقی‌دان، خواننده-ترانه‌سرا، نوازندهٔ بسیط (مولتی-اینسترومنتالیست) و آهنگساز آمریکایی است که با نام صحنه‌ای‌اَش «بک» شناخته می‌شود. وی از برندگان جایزه گرمی است.
این هنرمند که چهار بار صاحب «پلاتینوم» شده‌است با کارهای اولیه‌اش که ترکیبی بود از انتقادات اجتماعی و تجربه‌هایی در موسیقی و ترانه‌نویسی شهرتی زیرزمینی به هم زد. او اولین بار با تک‌آهنگ بازنده (Loser) که در ۱۹۹۴ منتشر شد توجه گستردهٔ عموم را به دست آورد که پیشرفت غیرمنتظره‌ای برای او رقم زد. او بیش‌تر به واسطهٔ ساخت کلاژهای موسیقایی و به‌کارگیریِ طیف گسترده‌ای از سبک‌ها شناخته می‌شود.
اُودِلِی، آلبومی که در ۱۹۹۶ توسط بک منتشر شد از طرف مجلهٔ آمریکاییِ رولینگ استون و دو انتشارات بریتانیایی ان‌ام‌ئی و مُوجُو جایزهٔ آلبوم سال را به دست آورد. اُودِلِی هم‌چنین یک نامزدی ذیل عنوان جایزه گرمی برای بهترین آلبوم سال دریافت کرد. دراز-قصیده/اُودِلِی و آلبوم دیگری از او با عنوان تغییر کیفی/سی‌چِنج، هر دو در لیست ۵۰۰ آلبوم برتر تمام اعصار رولینگ استون وارد شده‌اند.

## سال‌های آغازین زندگی

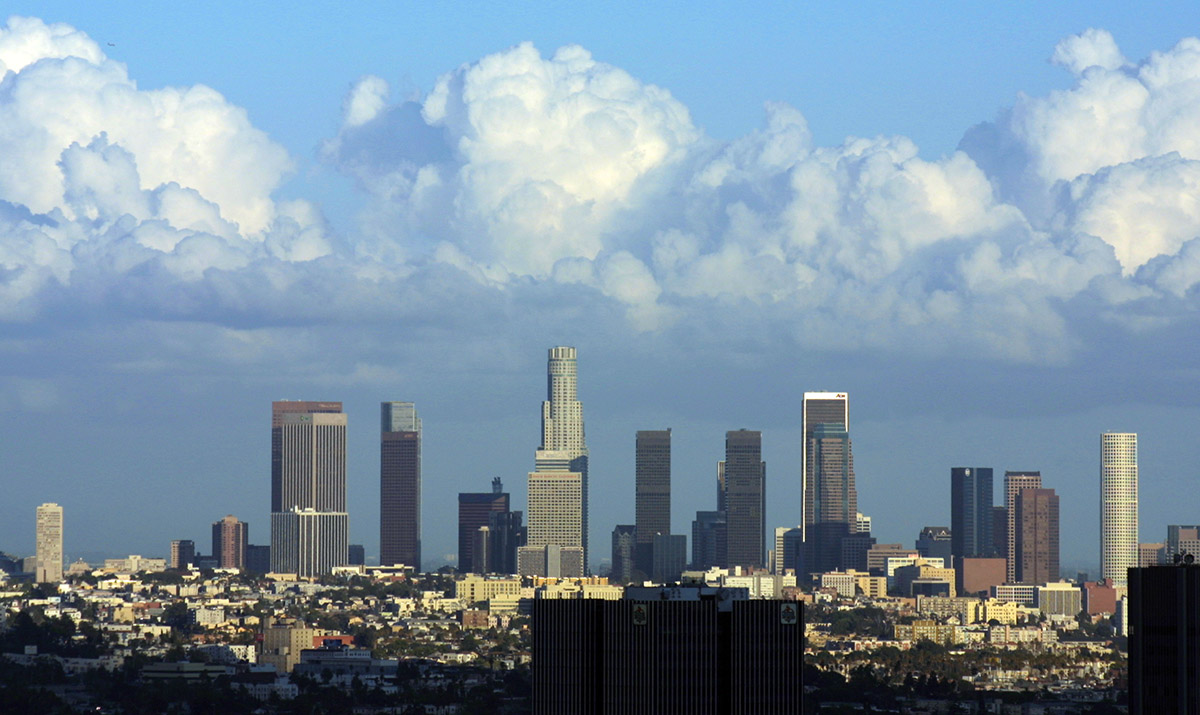
مرکز شهر لس آنجلس

بک در لس آنجلس، کالیفرنیا متولد شد. پدرش دیوید کمپبل یک موسیقی‌دان و آهنگساز کانادایی است و مادرش بیبی هنسن یک هنرمند تجسمی و پیش‌تر، از ستارگان وارهول بوده‌است. پدرش از نسبی اسکاتلندی است و مادرش نیمی نروژی و نیم دیگر از تبار قوم یهود و ریشهٔ سوئدی است. جد مادری او اَل هنسن، یک هنرمندِ تکنیکِ کولاژ در هنرهای تجسمی از مدرسهٔ هنر فلوکسس بوده‌است. جد پدری او یک کشیش پرسبیتری بود. زمانی که والدین او از یک‌دیگر جدا شدند بک به همراه مادر و برادرش در لس‌آنجلس ماند، جایی که او تحت تأثیر اجراهای متنوع موسیقایی این شهر؛ هر نوع موسیقی از موسیقی هیپ هاپ تا موسیقی لاتین و هم‌چنین صحنهٔ هنر اجرایی مادرش قرار گرفت. تمام این تأثیرات بعدها در آثار ضبط‌شده و منتشرشدهٔ او نمود یافتند.

## حرفه

### (اجراهای اولیه و اولین انتشار آلبوم ۱۹۹۳–۱۹۸۵)

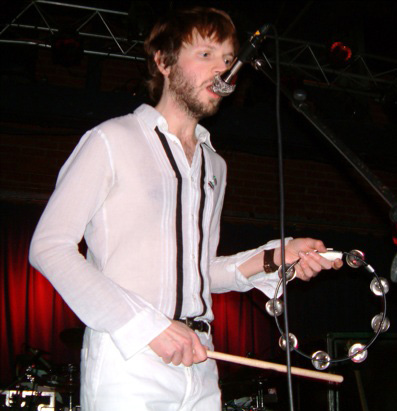

در ۱۹۸۵ بک برای ملاقات با پدربزرگ‌اش اَل هنسن به آلمان رفت. او سپس به خانه‌اش در لس‌آنجلس بازگشت، جایی که تا تابستان ۱۹۹۰ در آن‌جا ماند. بعد از ترک دبیرستان در ۱۹۸۷، بک به همراه دوست‌دخترش «رین اسپرلاک» شروع به کار بر روی «بی‌جوانی» کرد، که یک فَن-زین (مجله‌ای غیررسمی برای طرفداران یک پدیده و گردآمده توسط خود هواداران؛ به منظور تبادل نظریات و انتشار ایده‌ها) با دو سرفصل پانک و شعر بود. در ۱۹۹۰ بک و رین به وَشون، ایالت واشینگتن نقل مکان کردند. در آن جا به همراه برادر بک، چَنینگ و برادر رین، زَک خانه‌ای تابستانی اجاره کردند. در طول همین تابستان بود که بک علاقه‌اش به اجرا را پرورش داد و در شب بازگشایی هتلِ اوکِی در سیاتل واشینگتن اجرا کرد. اولین سال‌های دههٔ ۱۹۹۰ بک در نیویورک، با جنبش موسیقی ضدِ فولک و متأثر از جنبش‌های پانک در ارتباط بود.
در ۱۹۸۸ بک یک کاست منتشر کرد با نام بانجو استوری که از همان ابتدا تنها در فرم بوتلگ (ضبط غیراستودیویی و پخش محدود) مهیا و موجود بود. او در پایان دههٔ ۱۹۹۰ به لس‌آنجلس بازگشت. بک در یک آلونک زندگی می‌کرد و شغل‌هایی با درآمدهای پایین می‌گرفت، شغل‌های بُن‌بست (در یک مورد مدتی به عنوان یک متصدی وسیلهٔ برگ‌روب کار کرد) و در کنار این‌ها تمام مدت به پیش رفتن در مسیر ارتقای موسیقی‌اش ادامه می‌داد. بک هم‌چنین صحنه‌های شهر را به منظور اجرا دنبال می‌کرد و گاهی حتی پنهانی واردشان می‌شد، روی صحنه‌های تمام خیابان‌های لس‌آنجلس، از کلوب‌های پانک تا کافی‌شاپ‌ها و نوازندگی در خیابان‌ها. در طول این مدت او با کریس بَلُو (مؤسس گروه موسیقی رئیس‌جمهورهای ایالات متحدهٔ آمریکا) ملاقات کرد. آن‌ها مدتی در خیابان‌ها اجراهای دونفره انجام می‌دادند. نیز تعدادی از ضبط‌های اولیهٔ بک با همکاری تام گریملی در استودیوهای پوپ اَلِی، بخشی از کمپانیِ ضبط وین به دست آمدند.
در ۱۹۹۳ بک اولین آلبوم استودیویی خود را به نام احساسات طلایی/گولدن فیلینگز زیر لیبل سانیک اِنِمی که به پیتر هیوز تعلق داشت منتشر کرد. این آلبوم در ابتدا تنها بر روی کاست منتشر شد (اگر چه بعداً بر روی CD و در تعداد محدود نیز منتشر گشت). تخمین زده می‌شود که تنها بین ۵۰۰ تا ۷۵۰ نسخه از این آلبوم موجود بوده باشد، که همین آن را تبدیل به کالایی نادر می‌کرد. سایت AllMusic.com بعدها این آلبوم را این گونه توصیف کرد: «سندی بسیار جالب، سرگرم‌کننده و طنزآمیز که ثابت می‌کند از همان آغاز، بک خود را کاملاً آماده کرده بود که تجربه و تجربه‌سازی را به عنوان تنها تدبیر کاری‌اش به عمل بگیرد».

### بازنده/لوزر"، طلای دلپذیر/مِلو گولد، و آلبوم‌های مستقل (۱۹۹۵–۱۹۹۳)
در ۱۹۹۳ کمپانی ضبطِ "باونگ لاود کاستوم ریکوردز" (صاحبان‌اش تام رُوث‌راک، راب اشناف و باردشو لَمبرت) که یک کمپانی تازه-تأسیس و نوپا بود با بک قراردادی امضا کرد. اولین آهنگی که بک برای باونگ لاود منتشر کرد "بازنده" بود؛ حاصل یک همکاری بین تهیه‌کنندهٔ متمایز هیپ هاپ، کارل استفنسون و بک. زمانی که یک مجری رادیویی، کریس دوریداس در برنامهٔ "این صبح، صبح منتخبی خواهد شد"، گل سرسبد برنامه‌های موسیقی از کالج سانتا مونیکا ایستگاه رادیویی KCRW، این آهنگ را پخش کرد، حساسیت و علاقهٔ بسیار بالایی نسبت به آن ایجاد شد.
این ارائهٔ موفق و پشت‌بند آن یک اجرای زنده در ۲۳ ژوئیه ۱۹۹۳، منجر به یک جنگ مناقصه‌ای در میان لیبل‌های برجستهٔ ضبط و پخش موسیقی برای امضای قرارداد با بک شد. در نهایت او گِفِن ریکوردز را انتخاب کرد، که به او شرایطی را پیشنهاد کرده بود که شامل کمک‌هزینه‌ای برای انتشار آلبوم‌های مستقل، آن هم در حالی که بک تحت قرارداد با آن‌ها بود می‌شد. بین تمام ریکورد-لیبل‌هایی که به بک پیشنهاد قرارداد داده بودند، گِفِن کم‌ترین قیمت را پیشنهاد داده بود، اما در عین حال بیش‌ترین میزان آزادی خلاقیت را به او می‌بخشید.

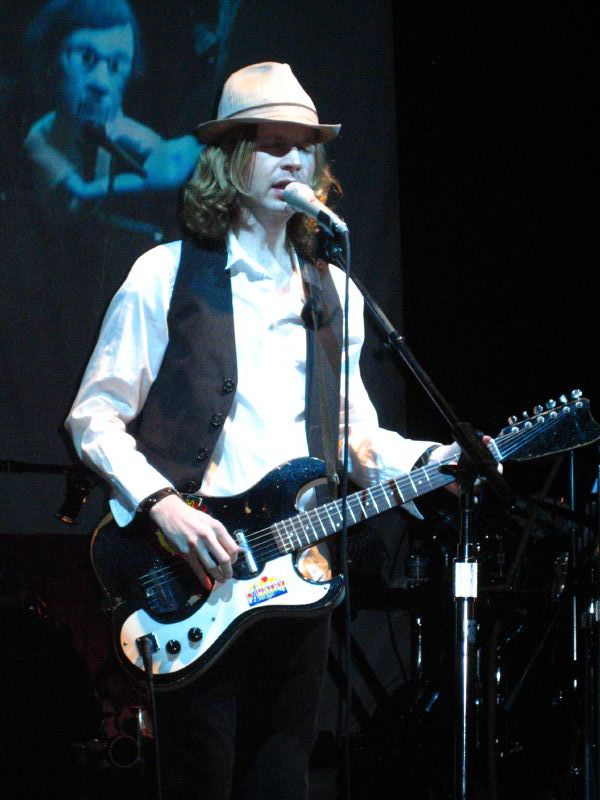
بک در ۲۰۰۶

در ۲۲ فوریهٔ ۱۹۹۴، فلیپ‌ساید ریکوردز استریو پَثِتیک سُول‌مَنی‌یر را منتشر کرد، که یک آلبوم گَل و گشاد بود با ۲۵ تِرَک، شامل آهنگ‌های مورد علاقهٔ طرفداران؛ «شیطان به من تاکو داد/سِیتِن گِیو می اِ تَکو»، «قایق پارویی/رُو بُوت» و «پوست-تندر/تاندرپیل»، و در کنار ترک‌های نام‌برده، سر و صداهای ضبط‌شده (مثل صدای دستگاه برگ‌روب) و بخشی از صداها و اجراهایی که به شکل زنده ضبط شده بودند بسیار بودند. جانی کش بعدها آهنگ «قایق پارویی/رُو بُوت» را ضبط کرد و آن را به آلبوم سال ۱۹۹۶ خود «رهاشده/آن‌چیند» اضافه کرد. کش گفته بود که این آهنگ «به گوش من چیزی بود که ممکن بود من نوشته باشم، یا در سال‌های دههٔ ۱۹۶۰، سال‌هایی که من داشتم وارد زمان غریبی از زندگی‌ام می‌شدم انجام داده باشم». آهنگ «شیطان به من تاکو داد/سِیتِن گِیو می اِ تَکو» نیز توسط آلن گینزبرگ به عنوان یکی از آثار موردعلاقه‌اش در شعر پاپ معاصر نام برده شده‌است.
در مارس ۱۹۹۴، گفن اولین آلبوم بک با «برچسب عمده» را منتشر و عرضه کرد، طلای دلپذیر (Mellow Gold). این آلبوم با همکاری رُوث‌راک و اشناف از باونگ لاود، و به همان اندازه با همکاری کارل استفنسون به وجود آمد، و بک را وارد مسیر اصلی موفقیت کرد. این آلبوم بالاترین درجه‌بندی ممکن را از نشریهٔ اِسپین، رابرت کریستو (خبرنگار مطرح در زمینهٔ موسیقی)، راهنمای آلبومِ مجلهٔ رولینگ استون و آل‌میوزیک دریافت کرد.
در ۲۷ ژوئن، لیبل مستقل «کِی ریکوردز» که در اُلیمپیا در واشینگتن مستقر بود سومین آلبوم بک در سال ۱۹۹۴ را منتشر کرد؛ یک پا در گور (One Foot in the Grave). این آلبوم شماری از موسیقی‌دان‌های ممتاز را که از صحنه‌های مستقل موسیقی می‌آمدند معرفی کرد، شامل کالوین جانسن از گروه «بیت هپنینگ»، کریس بَلُو از گروه «رییس‌جمهورهای ایالات متحدهٔ آمریکا» و اعضای گروه «بیلت تو اسپیل»؛ اسکات پلوف و جیمز برترام. سَم جِین که در بَندی ساکن اُلیمپیا به نام «لینک» با جیمز برترام نوازندگی می‌کرد نیز در این آلبوم حضور دارد.
بک اجرای خود را در ۱۹۹۴ با یک تور جهانی به جاده کشاند، که با حضور کوتاهی بر صحنهٔ اصلی تور ۱۹۹۵ فستیوال موسیقیِ «لولاپالوزا» ادامه پیدا کرد.

### اُودِلِی/دراز-قصیده (۱۹۹۷–۱۹۹۶)
وقتی زمان آن رسید تا بک دنباله‌ای بر آلبوم مِلو گولد ضبط کند، لیستی تهیه کرد که در آن رُوث‌راک و اشناف به عنوان تهیه‌کننده حضور داشتند. بک شروع به ضبط آلبومی کرد که کیفیتی مودی و متغیر داشت و آهنگ‌ها با تعداد زیادی نت‌های پایین آکوستیک نوشته شده بودند تا ترانه‌نویسی بک را بیش‌تر به نمایش بگذارند. در نهایت، بک این آلبوم را کنار گذاشت و مسیر سرخوشانه‌تری را پیش گرفت. بک به داست برادرز، تهیه‌کنندگان آلبوم «بوتیکِ پاول/ پاولز بوتیک» از بیستی بویز معرفی شده بود. سبک آن‌ها در تولید آلبوم؛ بریدن و چسباندن و استفاده از سَمپل/نمونه‌های موسیقی هِوی بود که بیش‌تر از پروژهٔ پیشین برای نوع نگاه بک در طول خلق آلبومی که سرگرم‌کننده‌تر و در دسترس‌تر باشد مناسب بود.
نتیجه؛ آلبوم منتشرشده در سال ۱۹۹۶، اودِلِی بود که انتقادِ «شگفتیِ تک‌آهنگه» را برای بقیهٔ آلبوم باقی گذاشت. تِرَکِ سرآمد این آلبوم که منجر به این انتقاد شده بود، آهنگ «اون از کجا است/ور ایتز اَت» بود که پخش‌های بسیار زیاد رادیویی داشت و نماهنگ آن به شکل گسترده‌ای از شبکهٔ ام‌تی‌وی پخش می‌شد.
در خلال سالی که اودِلِی ستایش بسیاری از مجلهٔ رولینگ استون دریافت می‌کرد، در لیست‌های بی‌شماری از "بهترین‌هاً ظاهر شد؛ (در صدر آن‌ها، در نظرسنجیِ منتقدان پَز اَند جاپ/ Pazz & Jop برای "آلبوم سال"). این نظرسنجی از منتقدان موسیقی گرفته می‌شود و از طرف روزنامهٔ "دِ ویلِج وُیس" برگزار می‌شود. این آهنگ چندین جایزه نیز در صنعت موسیقی دریافت کرد که شامل دو گِرَمی هم می‌شود. علاوه بر آهنگِ "اون از کجا است/ور ایتز اَت"، سه تک‌آهنگ دیگر نیز از این آلبوم منتشر شدند: "مُدِل‌موی شیطان/دِویلز هِرکات"، "نرّه‌خر/جَک‌اَس" و "منبع جدید آلودگی/نو پلوشِن".

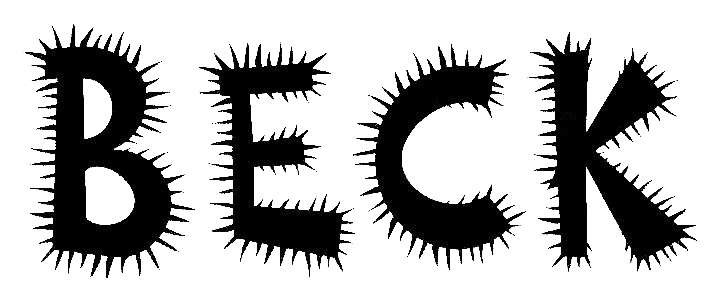
لوگوی بک هانسن

در آغاز سال ۱۹۹۳، بک برای همکاری به گروه «جنگل برای درختان/فارست فور دِ تیریز» ملحق شد، که یک پروژهٔ تجربی در تریپ هاپ بود که با همکاری کارل استفنسون اجرا می‌شد. این پروژه در نهایت به انتشار آلبومی در ۱۹۹۷ که نام گروه را بر خود داشت انجامید، که این انتشار با یک ای‌پی/EP در ۱۹۹۹ پی گرفته شد. بک در آلبوم «جنگل برای درختان» اضافه کردنِ کلام و گفتار، زدن سازدهنی و نوازندگی چندین ساز متنوع دیگر را بر عهده داشت.

## آلبوم‌ها
اودلی (۱۹۹۶)